# Кранебиттер, Фридрих
Фридрих Кранебиттер (нем. Friedrich Kranebitter; 1 июля 1903, Вильдсхут, Австро-Венгрия — 20 февраля 1957, Линц, Австрия) — штурмбаннфюрер СС, командир полиции безопасности и СД в Харькове.

## Биография
Фридрих Кранебиттер родился 1 июля 1903 года в семье служащего жандармерии Адольфа Кранебиттера и его супруги Каролины в замке Вильдсухт. Сначала посещал начальную школу в Шердинге, потом гимназию в Вильхеринге, но из-за его радикальных немецких взглядов он был исключён и ему пришлось перевестись в гимназию в городе Рид-им-Иннкрайс. После окончания учебного заведения Кранебиттер выучился на охранника в Вене и параллельно с этим изучал юриспруденцию. В июне 1934 году получил докторскую степень по праву.
10 марта 1931 года вступил в венское отделение НСДАП (билет № 441865). В марте 1934 года был зачислен в ряды СС (№ 340578). С 13 марта 1938 года служил в отделении гестапо в Вене. В апреля 1938 года стал руководителем гестапо в городе Винер-Нойштадт. С 1940 по 1942 год возглавлял отдел II G (проверка почты и телефонных звонков, охрана частных лиц на собраниях) в отделении гестапо в Вене. 
После начала войны с СССР 25 января 1942 года Кранебиттер был назначен командиром полиции безопасности и СД в Харькове. Занимался уничтожением евреев с помощью газвагенов и руководил массовыми казнями в окрестностях города, в ходе которых были расстреляны несколько тысяч заключённых. По прямому приказу Кранебиттера были убиты 60 детей из детской больницы. После освобождения Харькова Красной армией ему было предъявлено обвинение. На харьковском судебном процессе, проходившем в декабре 1943 года, он был признан одним из главных виновных в гибели 40 000 человек.
С 1943 года возглавлял отделение гестапо в Вероне. На этой должности занимался составлением списков евреев, которые потом были депортированы в концлагеря в Польше и в Германии. 12 июля 1944 года организовал расстрел 70 заключённых в лагере Фоссоли в качестве «акции устрашения» для других узников. В июне 1944 года получил Железный крест 2-го класса и Крест «За военные заслуги» 1-го класса. По мере продвижения союзников в Италии штаб-квартира гестапо была перенесена в Больцано. С июля 1944 по февраль 1945 года отправил более дюжины транспортов с живыми людьми в концлагеря. По его приказу 12 сентября 1944 года было казнено 23 пленных.

### После войны
13 мая 1945 года был арестован американцами в Больцано и передан в британский лагерь Римини. В начале 1948 года его передали командованию уголовного розыска армии США, а в июне того же года Кранебиттер был отправлен в Австрию, где он содержался в лагере в Файстриц-ан-дер-Драу. В итоге австрийский суд приговорил его к одному году заключения за незаконное членство в нацистской партии. 15 июля 1949 года был освобождён. Впоследствии нашёл работу на пластмассовом заводе в Вельсе, а потом получил должность инспектора по страхованию от пожаров в Верхней Австрии. Умер от рака в 1957 году.

## В культуре
Австрийский писатель Лювиг Лахер в своём романе «Горький» отобразил историю жизни Кранебиттера, его деяния и личную жизнь.